# (1782) Schneller
(1782) Schneller – planetoida z pasa głównego planetoid okrążająca Słońce w ciągu 5 lat i 182 dni w średniej odległości 3,11 au. Została odkryta 6 października 1931 roku w Landessternwarte Heidelberg-Königstuhl w Heidelbergu przez Karla Reinmutha. Nazwa planetoidy pochodzi od Heriberta Schnellera (1901–1967), niemieckiego astronoma. Przed nadaniem nazwy planetoida nosiła oznaczenie tymczasowe (1782) 1931 TL1.